# Lee Tergesen
Lee Allen Tergesen (Ivoryton, 8 luglio 1965) è un attore statunitense.

## Biografia
Comincia la sua carriera recitando nel film Fusi di testa (1992) e nel sequel Fusi di testa 2 (1993). In seguito recita nella serie televisiva Weird Science (1994) e nella prima stagione della serie Homicide. Tergesen diventa famoso nel 1997, interpretando il ruolo del personaggio Tobias Beecher nella serie televisiva carceraria della HBO Oz, ruolo che svolge fino alla fine della serie nel 2003.
Ha fatto varie apparizioni in numerose serie televisive come E.R. - Medici in prima linea, 4400, Rescue Me, The Unit, Criminal Minds, Law & Order - I due volti della giustizia e tre dei suoi spin-off. Inoltre ha partecipato ai film Point Break - Punto di rottura, Shaft, Monster e The Forgotten. Nel 2006 ha avuto un ruolo nei panni di un supervisore di un gruppo di alcolisti anonimi nella seconda stagione di Desperate Housewives che tra l'altro aveva una relazione romantica con il personaggio di Bree Hodge.

## Filmografia

### Cinema
- Point Break - Punto di rottura (Point Break), regia di Kathryn Bigelow (1991)
- Fusi di testa (Wayne's World), regia di Penelope Spheeris (1992)
- Fusi di testa 2 - Waynestock (Wayne's World 2), regia di Stephen Surjik (1993)
- Fino all'inferno (Inferno), regia di John G. Avildsen (1999)
- Shaft, regia di John Singleton (2000)
- Fashion Crimes (Perfume), regia di Michael Rymer e Hunter Carson (2001)
- Monster, regia di Patty Jenkins (2003)
- The Forgotten, regia di Joseph Ruben (2004)
- Non aprite quella porta - L'inizio (The Texas Chainsaw Massacre: The Beginning), regia di Jonathan Liebesman (2006)
- Red Tails, regia di Anthony Hemingway (2012)
- No One Lives, regia di Ryūhei Kitamura (2012)
- The Collection, regia di Marcus Dunstan (2012)
- Desert Cathedral, regia di Travis Gutiérrez Senger (2014)
- Tooken, regia di John Asher (2015)
- Il destino di un soldato (The Yellow Birds), regia di Alexandre Moors (2017)

### Televisione
- Law & Order - I due volti della giustizia (Law & Order) – serie TV, episodi 1x01-16x03 (1990-2005)
- Omicidi e incantesimi (Cast a Deadly Spell), regia di Martin Campbell – film TV (1991)
- Homicide (Homicide: Life on the Street) – serie TV, 7 episodi (1993-1997)
- Weird Science – serie TV, 80 episodi (1994-1998)
- Oz – serie TV, 56 episodi (1997-2003)
- The Beat – serie TV, 9 episodi (2000)
- Un colpo al cuore (Shot in the Heart), regia di Agnieszka Holland – film TV (2001)
- E.R. - Medici in prima linea (ER) – serie TV, episodio 9x03 (2002)
- Squadra emergenza (Third Watch) – serie TV, episodio 3x09 (2002)
- Law & Order: Criminal Intent – serie TV, episodi 2x11-6x16 (2003-2007)
- 4400 – serie TV, episodio 1x03 (2004)
- Rescue Me – serie TV, episodi 2x01-2x02-2x03 (2005)
- Wanted – serie TV, 12 episodi (2005)
- Desperate Housewives – serie TV, 5 episodi (2006)
- The Unit – serie TV, episodio 2x02 (2006)
- Masters of Horror – serie TV, episodio 2x10 (2007)
- Generation Kill – miniserie TV, 7 episodi (2008)
- Life on Mars – serie TV, episodi 1x02-1x07 (2008)
- Cupid – serie TV, episodio 1x03 (2009)
- La complicata vita di Christine (The New Adventures of Old Christine) – serie TV, episodi 4x13-4x21 (2009)
- The Closer – serie TV, episodio 5x01 (2009)
- Kings – serie TV, episodio 1x07 (2009)
- Royal Pains – serie TV, episodio 1x08 (2009)
- Dr. House - Medical Division (House, M.D.) – serie TV, episodio 6x05 (2009)
- Criminal Minds – serie TV, episodio 5x11 (2009)
- Law & Order - Unità vittime speciali (Law & Order: Special Victims Unit) – serie TV, episodi 11x14-22x15 (2010-2021)
- Army Wives - Conflitti del cuore (Army Wives) – serie TV, 10 episodi (2010-2011)
- Lie to Me – serie TV, episodio 2x22 (2010)
- Castle – serie TV, episodi 3x06-7x15 (2010-2015)
- Law & Order: LA – serie TV, episodio 1x16 (2011)
- A Gifted Man – serie TV, episodio 1x15 (2012)
- The River – serie TV, episodi 1x05-1x06 (2012)
- The Big C – serie TV, 5 episodi (2012)
- Red Widow – serie TV, 8 episodi (2013)
- Drop Dead Diva – serie TV, episodio 5x02 (2013)
- Longmire – serie TV, 5 episodi (2013-2014)
- Copper – serie TV, episodi 2x04-2x05 (2013)
- Person of Interest – serie TV, episodio 3x09 (2013)
- The Following – serie TV, episodio 2x07 (2014)
- The Americans – serie TV, 8 episodi (2014)
- Forever – serie TV, episodio 1x01 (2014)
- The Blacklist – serie TV, episodi 2x01-2x04 (2014)
- Hawaii Five-0 – serie TV, episodio 5x04 (2014)
- Alpha House – serie TV, episodi 2x03-2x04-2x10 (2014)
- American Horror Story – serie TV, episodi 4x06-4x07-4x08 (2014)
- Defiance – serie TV, 7 episodi (2015)
- NCIS: New Orleans – serie TV, episodio 2x14 (2016)
- Outcast – serie TV, 4 episodi (2016-2017)
- The Get Down – serie TV, episodi 1x02-1x11 (2016-2017)
- The Strain – serie TV, episodi 3x03-3x04-3x06 (2016)
- Power – serie TV, episodi 3x10-4x03-4x04 (2016-2017)
- Elementary – serie TV, episodio 5x01 (2016)
- Blindspot – serie TV, episodio 2x05 (2016)
- Doubt - L'arte del dubbio (Doubt) – serie TV, episodio 1x01 (2017)
- Gone – serie TV, 6 episodi (2017-2018)
- Jack Ryan – serie TV, episodio 1x03 (2018)
- The Purge – serie TV, 10 episodi (2018)
- Daredevil – serie TV, episodi 3x07-3x10 (2018)
- Madam Secretary – serie TV, episodi 5x10-5x11 (2018-2019)
- Watchmen – miniserie TV, puntata 1x03 (2019)
- Il complotto contro l'America (The Plot Against America) – miniserie TV, 2 episodi (2020)
- The Good Fight – serie TV, episodio 4x06 (2020)
- New Amsterdam – serie TV, episodio 4x15 (2022)
- East New York - serie TV, episodio 1x05 (2022)
- The Equalizer – serie TV, episodio 2x13 (2022)
- Chicago P.D. – serie TV, 4 episodi (2023)

## Doppiatori italiani
Nelle versioni in italiano delle opere in cui ha recitato, Lee Tergesen è stato doppiato da:
- Alberto Bognanni in The Closer, Longmire, New Amsterdam
- Roberto Certomà in Masters of Horror, City on a Hill, East New York
- Andrea Ward in Oz, Castle
- Pasquale Anselmo in The Forgotten, Criminal Minds
- Roberto Pedicini in The Unit, American Horror Story
- Mauro Gravina in Life on Mars, Law & Order - Unità vittime speciali (ep. 22x15)
- Francesco Prando in Dr. House - Medical Division, Law & Order: LA
- Luca Dal Fabbro in Army Wives - Conflitti del cuore, The River
- Francesco Sechi in The Big C, The Blacklist
- Marco Mete in Defiance, Bull
- Fabrizio Pucci in Red Widow, Doubt - L'arte del dubbio
- Loris Loddi in Outcast, The Strain
- Gaetano Varcasia in Point Break - Punto di rottura
- Stefano Billi in Shaft
- Roberto Draghetti in Monster
- Gianluca Tusco in Weird Science
- Edoardo Nordio in Law & Order - Unità vittime speciali (ep. 11x14)
- Massimo Lodolo in E.R - Medici in prima linea
- Oliviero Corbetta in Law & Order: Criminal Intent (ep. 2x11)
- Lorenzo Scattorin in Law & Order: Criminal Intent (ep. 6x16)
- Stefano Miceli in CSI - Scena del crimine[2]
- Teo Bellia in Wanted
- Riccardo Rossi in Desperate Housewives
- Alberto Angrisano in Law & Order - I due volti della giustizia (ep. 16x03)
- Simone Mori in Non aprite quella porta - L'inizio
- Lucio Saccone in Generation Kill
- Angelo Maggi in Lie to Me
- Dario Oppido in No One Lives
- Francesco Meoni in Person of Interest
- Franco Mannella in The Following
- Gino La Monica in The Americans
- Mauro Magliozzi in Hawaii Five-0
- Francesco De Francesco in NCIS: New Orleans
- Luigi Ferraro in Elementary
- Stefano Alessandroni in Blindspot
- Giulio Pierotti ne Il destino di un soldato
- Pierluigi Astore in Jack Ryan
- Valerio Amoruso in The Purge
- Stefano Thermes in Daredevil
- Saverio Indrio ne Il complotto contro l'America
- Ennio Coltorti in The Equalizer
- Enrico Di Troia in Chicago P.D.
- Massimo De Ambrosis in Blue Bloods